# Ярусник блискучий
Гілокомій блискучий (Hylocomium splendens) — вид листкостеблових мохів родини гілокомієві (Hylocomiaceae).

## Поширення
Гілокомій блискучий поширений у Голарктиці, у тому числі в Україні. Він росте в соснових і мішаних лісах, де утворює зеленомохові синузії.

## Опис
Лежачі або висхідні стебла цього моху заввишки до 20 см утворюють поверхи і кожен поверх відповідає річному пагонові. Ці пагони внизу безлисті, нагорі з численними плоско розміщеними гілками і бічними гілочками. На стеблі і гілках розміщуються численні парафілії. Це багатократно розгалужені шилоподібно-ниткоподібні зелені вирости, які утримують вологу і проводять її вгору. Крім того, вони беруть участь у фотосинтезі. Листки гілокомія черепичасті, злегка повздовжньоскладчасті, під верхівкою поперечнозморшкуваті. Коробочка нахилена або горизонтальна, з ковпачком.